# Landerrouet-sur-Ségur
Landerrouet-sur-Ségur è un comune francese di 102 abitanti situato nel dipartimento della Gironda nella regione della Nuova Aquitania.

## Società

### Evoluzione demografica
Abitanti censiti